# فريدريك غرينليف
فريدريك غرينليف (بالإنجليزية: Frederick Grinnell)‏ هو مهندس أمريكي، ولد في 14 أغسطس 1836، وتوفي في 21 أكتوبر 1905.